# Mark Vanleeuw
Mark Vanleeuw (Herk-de-Stad, 5 oktober 1972) is een Belgisch politicus namens de Open Vld. Hij is financieel en administratief directeur van de partij en schepen in Herk-de-Stad.

## Levensloop
Na zijn diploma van handelsingenieur behaald te hebben aan het Limburgs Universitair Centrum (LUC) werkte Vanleeuw als onderzoeker voor het LUC. Nadien ging hij aan de slag bij Belgacom en van juni 1999 tot juni 2001 was hij kabinetssecretaris op het kabinet van federaal minister van Landbouw en Middenstand Jaak Gabriëls (VLD). Van juni 2001 tot juni 2003 was hij woordvoerder van Gabriëls' kabinet, die in deze periode Vlaams minister van Economie, Buitenlandse Handel en Huisvesting was. Van 2004 tot 2008 was hij secretaris van de voorzitter van het directiecomité van de Kanselarij van de Eerste Minister (Guy Verhofstadt). In april 2008 werd Vanleeuw financieel en administratief directeur van Open Vld nationaal en in januari 2011 voorzitter van Open Vld Limburg. Sinds januari 2015 is hij ook secretaris van de Open Vld-fractie in de Kamer van volksvertegenwoordigers.
Vanleeuw zetelde namens de VLD/Open Vld twaalf jaar in de Limburgse provincieraad, van 1994 tot 2006. Hier vervulde hij onder meer de rollen van fractieleider, secretaris en voorzitter van de provincieraad. Van 2000 tot 2006 was hij lid van de gemeenteraad van Herk-de-Stad in de oppositie. In 2006 werd hij schepen bevoegd voor Energie, Gebouwen en Water, Land- en Tuinbouw, Verkeer en Wegenwerken. In september 2011 verloor hij de bevoegdheden Gebouwen en Water, Verkeer en Wegenwerken aan twee sp.a-schepenen, terwijl hij de bevoegdheden Begraafplaatsen, Hygiëne, Ontsmetting, Reiniging en Voeding kreeg. Deze wissel van bevoegdheden kwam er omdat Vanleeuw volgens coalitiepartner sp.a beleidsmateries misbruikte om politieke spelletjes te spelen. Na de verkiezingen van 2012 werd Vanleeuw eerste schepen bevoegd voor Openbare Werken, Mobiliteit, Land- en Tuinbouw, Uitleendienst en Toerisme en verhuisden de twee eerder genoemde sp.a. schepenen en hun burgemeester naar de oppositie.  Sinds 2018 is Vanleeuw als eerste schepen bevoegd voor Openbare Werken, Onderhoud, Mobiliteit en Verkeer, Uitleendienst, Land- en Tuinbouw, Uitleendienst en Communicatie en Inspraak.